# 後傾角

θ 即為後傾角，紅線為車軸線，灰色區域為輪胎。

後傾角（英語：caster / castor angle）乃由汽車、摩托車、或自行車車身的側面望去，大王銷與懸吊系統（即地面垂直線）的夾角。通常負的後傾角代表著較佳的靈活度，正的後傾角則具有較穩定的直進性。簡單來說，後傾角可看為車輪軸線與地面垂直線的夾角（對汽車來說，由於多連桿懸吊的設計日趨複雜，車輪軸線常以虛擬大王銷軸線代替，可將車輪軸想像為一條貫穿上球型接頭的中心點到下球型接頭的中心點的線）。賽車手通常會藉由調整後傾角，來優化車子在某些特定駕駛情形下的的操控性。

## 原理

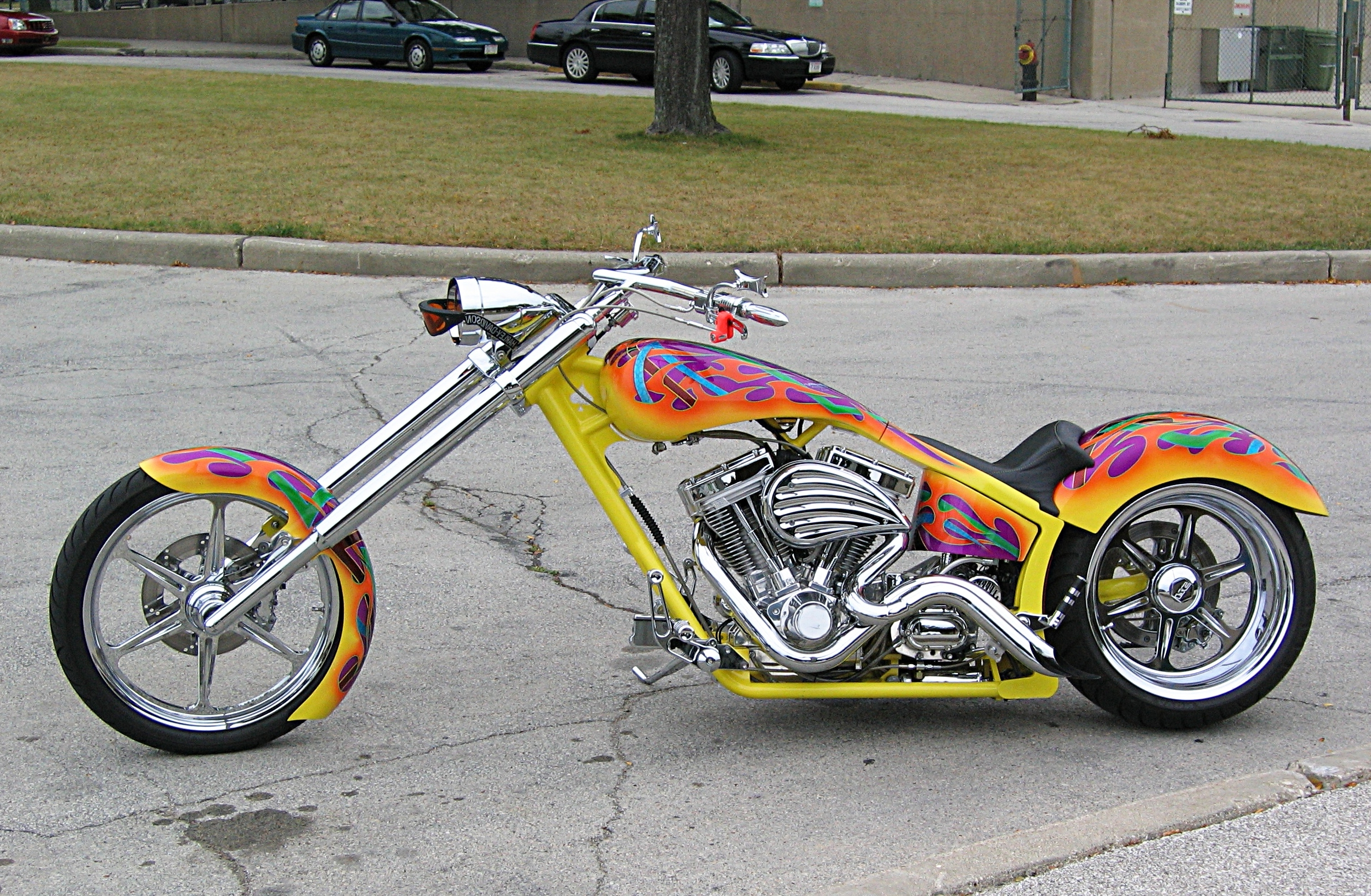
這張圖可以很明顯看出來這台摩托車設計出的前輪軸線角，重型機車有時候出於美學的因素而設計出誇張的後傾角。

當後傾角用在機車或自行車上時，特別用來指輪軸軸心與頭管延伸線的間距（rack）或曳距（trail，指轉軸垂直地面之點和延伸接觸地面之點的距離），轉向的軸心通常都設計了特定的角度，讓車輪接觸地面的接觸點能稍稍的超前於他們的交叉點。這項設計是要提供一個角度，讓轉向這個動作可以自然而然回正。而車輪後傾角相對是落在轉向軸後（the wheel casters around so as to trail behind the axis of steering）。這讓車輛更容易駕駛而且增加了穩定性，並減少了打滑。過大的後傾角將會導致讓車子轉向時變得太重而且車輛反應比較慢。即使這個設計方法常被用在賽車時，要在轉彎時增大轉彎的幅度使用。通常後傾角會大於10度。而正因如此，設計動力方向盤可以克服因為後傾角設計較大而產生的抬起效應（jacking effect）。
通常轉軸並不需要通過輪軸，所以後傾角可以獨立設計於曳距（trail）之外。後傾角與曳距的互動是很複雜的。但大致上來說她們都能幫助轉向。後傾角傾向於加上阻尼（damping），而曳距則加強路感和回饋。在像是超市推車的輪子這種極端的例子之中，這系統並沒有阻尼（避震）但是很穩定，因為輪子其實是在推車的路徑上震盪。這種設計下有曳距就有關係，但是沒有後傾角。舉個更複雜的情況，相對於輪胎的側面力並不是施力於接地面積（contact patch）上，而是在一段明顯接地距離之後。這段距離稱為氣胎曳距（pneumatic trail），且隨著速度、車輛載重、轉向角、地面、輪胎形式、輪胎壓力和時間改變。一個好的曳距開始點為明顯接地面積30 公厘之後。

## 歷史
1896年5月亞瑟·克雷伯斯是第一個將正後傾角應用於所設計前車輪的人，他也申請了專利。

## 外部連結
- Caster and Race Car Suspension Tuning
- Camber, Caster, Toe - What does it all mean? （页面存档备份，存于）
- The 1896 Arthur Krebs automobile English patent: page 1 2 3 4 5 6 7 8 9 10 11 12 13 14
- Illustration of a dimension that is sometimes referred to as caster angle on bicycles. （页面存档备份，存于）